# Paracetopsis bleekeri
Paracetopsis bleekeri és una espècie de peix d'aigua dolça de clima tropical de la família dels cetòpsids i de l'ordre dels siluriformes. És present a Amèrica del Sud, a la conca del riu Guayas a l'Equador.
Els mascles poden assolir 24,2 cm de longitud total.